# 28474 Bustamante
28474 Bustamante è un asteroide della fascia principale. Scoperto nel 2000, presenta un'orbita caratterizzata da un semiasse maggiore pari a 2,2442626 UA e da un'eccentricità di 0,1182373, inclinata di 5,77165° rispetto all'eclittica.